# 娄宿增十二
娄宿增十二，即白羊座η （η Ari，拜耳命名法）或白羊座17（佛兰斯蒂德命名法），是一颗位于白羊座的恒星，距离地球约98.3光年。
白羊座η是一颗F-型主序星，视星等为+5.23。